# 아트로파테네
아트로파테네 (Atropatene, 고대 페르시아어: Ātṛpātakāna, 고대 그리스어: Aτροπατηνή) 혹은 메디아 아트로파테네(Media Atropatene)는 페르시아인 사트라프 아트로파테스가 기원전 323년경에 세운 고대 왕국이다. 오늘날 이란 북부에 있었던 아트로파테네는 서기 1세기까지 아트로파테스의 후손들이 다스리다가 파르티아의 아르사케스 왕조로 대체되었다. 226년에 사산 제국에 정복되어, 마르즈반 ("변경백")이 다스리는 속주가 되었다. 아트로파테네는 마케도니아의 알렉산드로스 대왕(재위: 기원전 336년-323년)의 일시적인 지배를 받았던 시기를 제외하면 아케메네스 왕조부터 아랍의 정복 때까지 지속적으로 조로아스터교의 영향권 아래에 있던 유일한 지역이었다.
아트로파테네의 명칭은 이란에 있는 옛 아제르바이잔 지방의 명칭에 대한 명목상의 전신이기도 하다.

## 명칭
스트라본에 의하면, 아트로파테네라는 이름은 아케메네스 왕조의 태수 중 한 명인 아트로파테스의 이름에서 전래했다. 그가 ‘지리학’에 기록한 것에 따르면, 메디아는 두 지역으로 나뉜다. 그 중 한 곳은 엑타바나]]를 중심지로 하며, 대메디아로 불린다. 나머지 한 곳은 메디아 아트로파테네라 불리며, 대메디아의 일부였던 이 지역을 마케도니아인들에게 복속되는 것을 막아낸 태수 아트로파테스에서 이름이 유래했다고 한다.
아트로파테스의 이름에서 비롯한 아트로파테네, 아트로파티오스 메디아(Atropatios Mēdia), 트로파테네(Tropatene), 아투르파타칸(Aturpatakan), 아다르바이얀(Adarbayjan) 등의 이 지역의 다양한 형태의 명칭들이 다양한 사료들에서 사용되었다. 그렇지만, 중세 아랍 지리학자들은 이 명칭을 ‘불의 수호자’를 뜻하는 아도르바도르(Adorbador, 성직자의 이름)와 연관시킨 또다른 형태를 나타냈다.

## 역사

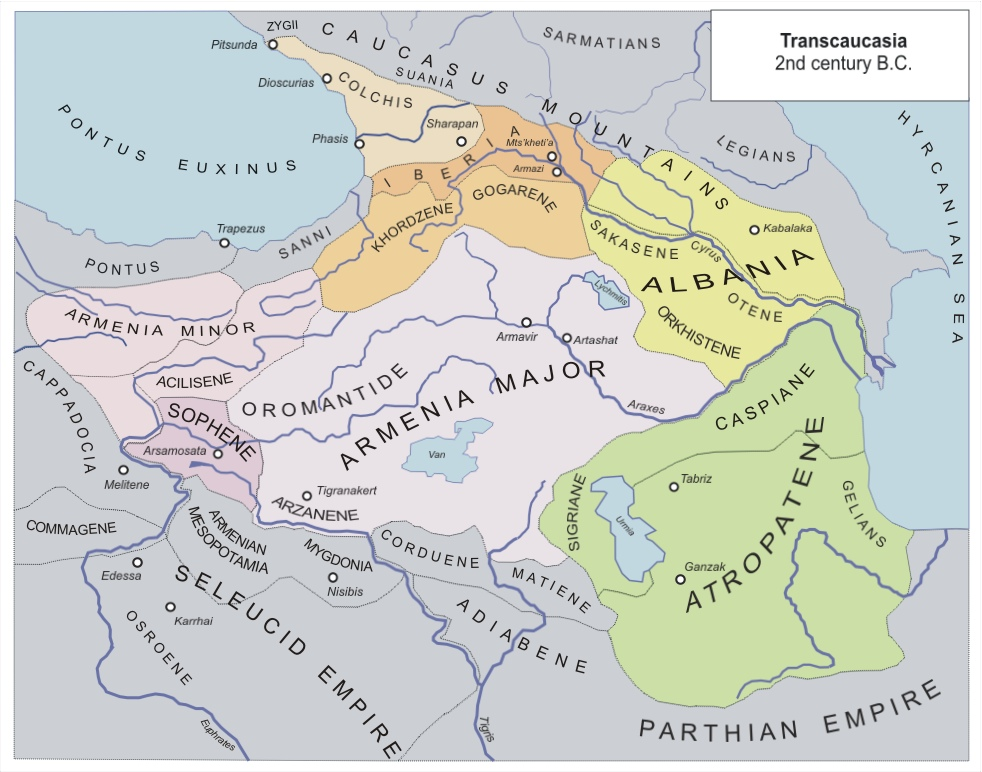
기원전 2세기 아트로파테네와 인근 국가들

기원전 331년 아카메네스 왕조의 지배자 다리우스 3세와 알렉산드로스 대왕 간의 가우가멜라 전투가 일어난 당시에 메디아인, 알바니아인, 사카인, 카두시인 들은 아트로파테스의 군대 소속으로 아케메네스의 왕중왕의 군대와 함께 싸웠다. 알렉산드로스 대왕의 승리와 아케메네스 제국의 몰락으로 결정난 이 전쟁이 종전된 후, 아트로파테스는 알렉산드로스에게 충성을 표했다. 기원전 328-327년에, 알렉산드로스는 그를 메디아의 총독으로 임명했다. 기원전 323 년에 알렉산드로스가 사망한 후, 마케도니아 제국의 정복지는 바빌론 회의에 따라 디아도코이들에게 분할되었다. 옛 아케메네스 왕조의 메디아 사트라프령은 두 지역으로 나뉘었는데 남쪽의 대메디아[메디아 마그나(Media Magna)]는 알렉산드로스의 호위병 중 한 명인 페이톤에게 할당됐다.
마티에네의 어느 정도 태수령에 속했던 북쪽의 소메디아는 아케메네스 왕조 시절 모든 메디아 지역의 태수이자 알렉산드로스의 지정 상속자의 섭정인 페르디카스의 장인이던 아트로파테스 휘하의 ‘메디아 아트로파테네’가 되었다. 얼마 안 있어, 아트로파테스는 셀레우코스에게 충성을 표하는 걸 거부하고, 메디아 아트로파테네를 독립 국가로 만들었다. 안티오코스 3세 (재위 기원전 223-187년)가 알렉산드로스 대왕 사후 동방 지역에서 세워진 국가들 중 하나인 셀레우코스 제국에서 권력을 장악했고, 기원전 223년에 아트로파테네 공격을 승리로 이끌었다.
이에 따라서, 아트로파테네의 왕 아르타바잔은 셀레우코스의 우위를 인정하고 종속국이 되는 한편, 내부적으로 자주권은 보존되었다... 이와 같은 시간에, 로마 제국에서 모습을 드러냈고 동방 지역에서 자신들의 힘을 행사하려 했으며, 마그네시야 전투에서 셀레우코스가 기원전 190년에 로마군에 패하기에 이르렀다. 이러자, 파르티아와 아트로파테네는 로마를 자신들의 독립에 대한 위협으로 간주했고 이에 따라 로마에 대항한 분쟁들에서 동맹을 맺었다.
기원전 38년에 로마와 파르티아 간의 전투가 벌어졌는데, 로마군이 승리를 거뒀고 로마의 장군 안토니우스는 아트로파테네의 중요 도시들 중 하나인 프라스파(Fraaspa)를 기원전 36년에 공격했다. 도시는 강력한 방어시설들로 둘러싸여 있었다. 장기간의 봉쇄 끝에, 안토니우스는 대략 3만5천여 명의 병력을 잃고 철수하였다. 아트로파테네를 합병하려던 파르티아의 시도에 직면하자, 아트로파테네는 로마와의 친선 관계를 시작하였고, 이에 따라, 기원전 20년에 즉위한 아리오바르잔 2세은 대략 10년간 로마에서 거주하기도 했다. 아트로파테네를 창건한 아트로파테스 왕조는 수세기간을 왕국을 다스리게 되는데, 처음에는 독립적으로 하다가 그 다음부터는 아르사케스 왕조 (이들은 아트로파테네를 Aturpatakan이라 불렀다)의 봉신으로 있었다. 이들 왕조는 이후에 아르사케스 가문으로 대체된다.
파르티아 역사의 후반기에, 파르티아 제국은 쇠퇴하고 있었고, 이란 서부 지역에 대한 지배권이 약해지는 결과를 초래했다. 이란학자 Touraj Daryaee는 파르티아의 왕 볼로가세스 5세의 치세(재위: 191-208년)가 “‘아르사케스 왕조 역사의 전환점’이며, 이 당시에 아르사케스 왕조의 많은 명성을 잃었다”라고 주장했다. 아트로파테네 사람들 (귀족과 평민 모두)은 페르시아계 사산 가문의 대공 아르다시르 1세 (재위: 224-242년)가 볼로가세스 5세의 아들인 아르타바누스 4세(재위: 216-224년)와 싸울 때, 사산 가문과 동맹을 맺었다. 226년에, 아트로파테네는 아르다시르 1세가 호르모즈드간 전투에서 아르타바누스 4세를 패배시키고 전사시켜낸 후, 약간의 저항 끝에 그에게 항복했다. 아르다시르 1세와 그의 아들이자 후계자인 샤푸르 1세 (재위: 240-270년)는 살마스 인근 바위 부조에 표현되어 있는데, 아마 사산 제국의 아트로파테네 정복을 기념한 것으로 추정한다. 아트로파테네의 귀족들은 대부분 질서를 유지할 수 있는 능력을 지닌 강력한 국가를 바랐기에 사산 왕조들과 협력했을 것이다. 독실하지 않았던 아르사케스 왕조한테 소외감을 느꼈을 수 있던 사제 계층들도 조로아스터교와 연관성이 있던 사산 가문을 지지했을 수 있다.

## 조로아스터교
조로아스터교의 오랜 역사는 아베스타의 지리적 지식에 관한 결여 및 조로아스터교의 선지자 자라투스트라의 출생지에 관한 불확실성을 불러 일으켰다. 이 결과로, 특정 지역들의 주장들이 꽤나 쉽게 간단히 등장하였고, 적절한 뒷받침이 함께하여, 심지어는 동의를 얻게 되었다. 이런 점은 자라투스트라가 실제로 출생했던 동방 지역보다는 아트로파테네가 그의 출생지라는 결과로 이어지게 했다.

## 수도
아트로파테네에 있던 주요 아케메네스 시기 중심지는 간자크 (메디아어로는 보배를 의미하는 ‘Ganzaka’)였으며, 아트로파테스와 그의 계승자들의 수도 역할을 했었을 것이다. 간자크는 우르미아 호수 인근의 비옥한 지역에 있었으며, 오늘날 미안도압과 가까웠다. 도시와 주변 일대는 많은 이란인들이 입지했을 것이지만, 그것에 비해서 아트로파테네인 대다수는 기원전 3세기 이전까지는 완전한 이란화가 이뤄지지 않았을 것이다.

## 유산
아트로파테네는 마케도니아의 알렉산드로스 대왕(재위: 기원전 336년-323년)의 일시적인 지배를 받았던 시기를 제외하면 아케메네스 왕조부터 아랍의 정복 때까지 지속적으로 조로아스터교의 영향권 아래에 있던 유일한 지역이었다. 아트로파테스 왕조 시절, 이 지역은 성공적으로 조로아스터교가  높은 지위를 얻었는데, 이런 점은 파르티아인들의 전통보다 메디아인들의 전통을 선호했던 사산 왕조의 군주들 시기에도 이어졌을 것이다.

## 통치자 목록
아트로파테네의 왕들이 수세기를 다스리기는 했으나, 그들 중에 일부만이 알려져 있다. 또한 통치 기간도 불확실하다.
| 아트로파테스 가문    |                               |
| 아트로파테스         | 재위: 기원전 323년            |
| 아르타바자네스       | 재위: 기원전 221년            |
| 미트리다테스 1세     | 재위: 기원전 67년             |
| 다리우스 1세         | 재위: 기원전 65년             |
| 아리오바르자네스 1세 | 재위: 기원전 59년             |
| 아르타바스데스 1세   | 재위: ???–기원전 30년         |
| 아신날루스           | 재위: 기원전 30년             |
| 아리오바르자네스 2세 | 재위: 기원전 28/20년-서기 4년 |
| 아르타바스데스 2세   | 재위: 4-6년                   |
| 아르사케스 왕조      |                               |
| 아르타바누스         | 재위: ???-12년                |
| 보노네스             | 재위: 12-51년                 |
| 파코루스             | 재위: 51-???년                |

## 참고 문헌

### 고대 사료
- 스트라본, 지리학.

### 현대 사료
- Bosworth, C.E. (1989), 〈Azerbaijan IV: Islamic History to 1941〉, 《Encyclopaedia Iranica》 3 (1), London: Routledge & Kegan Paul
- Boyce, Mary; Grenet, Frantz (1991).  Beck, Roger, 편집. 《A History of Zoroastrianism, Zoroastrianism under Macedonian and Roman Rule》. Leiden: Brill. ISBN 978-9004293915.
- Boyce, Mary (2000). 〈Ganzak〉. 《Encyclopaedia Iranica, Vol. X, Fasc. 3》. 289–290쪽.
- Chaumont, M. L. (1987). 〈Atropates〉. 《Encyclopaedia Iranica, Vol. III, Fasc. 1》. 17–18쪽.
- Daryaee, Touraj (2010). “Ardashir and the Sasanians' Rise to Power”. University of California: 236–255.
- de Planhol, X. (1987). 〈Azerbaijan i. Geography〉. 《Encyclopaedia Iranica, Vol. III, Fasc. 2》. 205–215쪽.
- Ghodrat-Dizaji, Mehrdad (2007). “Administrative Geography of the Early Sasanian Period: The Case of Ādurbādagān”. 《Iran: Journal of the British Institute of Persian Studies》 45 (1): 87–93. doi:10.1080/05786967.2007.11864720. S2CID 133088896.
- Ghodrat-Dizaji, Mehrdad (2010). “Ādurbādagān during the Late Sasanian Period: A Study in Administrative Geography”. 《Iran: Journal of the British Institute of Persian Studies》 48 (1): 69–80. doi:10.1080/05786967.2010.11864774. S2CID 163839498.
- Ghodrat-Dizaji, Mehrdad (2011). “Disintegration of Sasanian Hegemony over Northern Iran”. 《Iranica Antiqua》 46: 153–302. doi:10.2143/IA.46.0.2084424.
- Gregoratti, Leonardo (2017). 〈The Arsacid Empire〉.   Daryaee, Touraj. 《King of the Seven Climes: A History of the Ancient Iranian World (3000 BCE - 651 CE)》. UCI Jordan Center for Persian Studies. 1–236쪽. ISBN 9780692864401.
- Hutter, Manfred (2009). 〈Zoroaster iii. Zoroaster in the Avesta〉. 《Encyclopaedia Iranica》.
- Kia, Mehrdad (2016). 《The Persian Empire: A Historical Encyclopedia》. ABC-CLIO. ISBN 978-1610693912. (2 volumes)
- Malandra, W. W. (2009). 〈Zoroaster ii. General Survey〉. 《Encyclopaedia Iranica》.
- Olbrycht, Marek Jan (2014). “The Genealogy of Artabanos II (AD 8/9–39/40), King of Parthia”: 92–97.
- Schippmann, K. (1987). 〈Azerbaijan III. Pre-Islamic History〉. 《Encyclopaedia Iranica, Vol. III, Fasc. 2》. 221–224쪽.